# Bathybagrus sianenna
Bathybagrus sianenna är en fiskart som först beskrevs av Boulenger, 1906.  Bathybagrus sianenna ingår i släktet Bathybagrus och familjen Claroteidae. IUCN kategoriserar arten globalt som livskraftig. Inga underarter finns listade.